# Esslinger Vertrag
Der Esslinger Vertrag ist ein Vertrag zwischen den Herzögen Eberhard I. und Eberhard II. von 1492, bei dem es um die Einheit Württembergs ging.

## Vorgeschichte

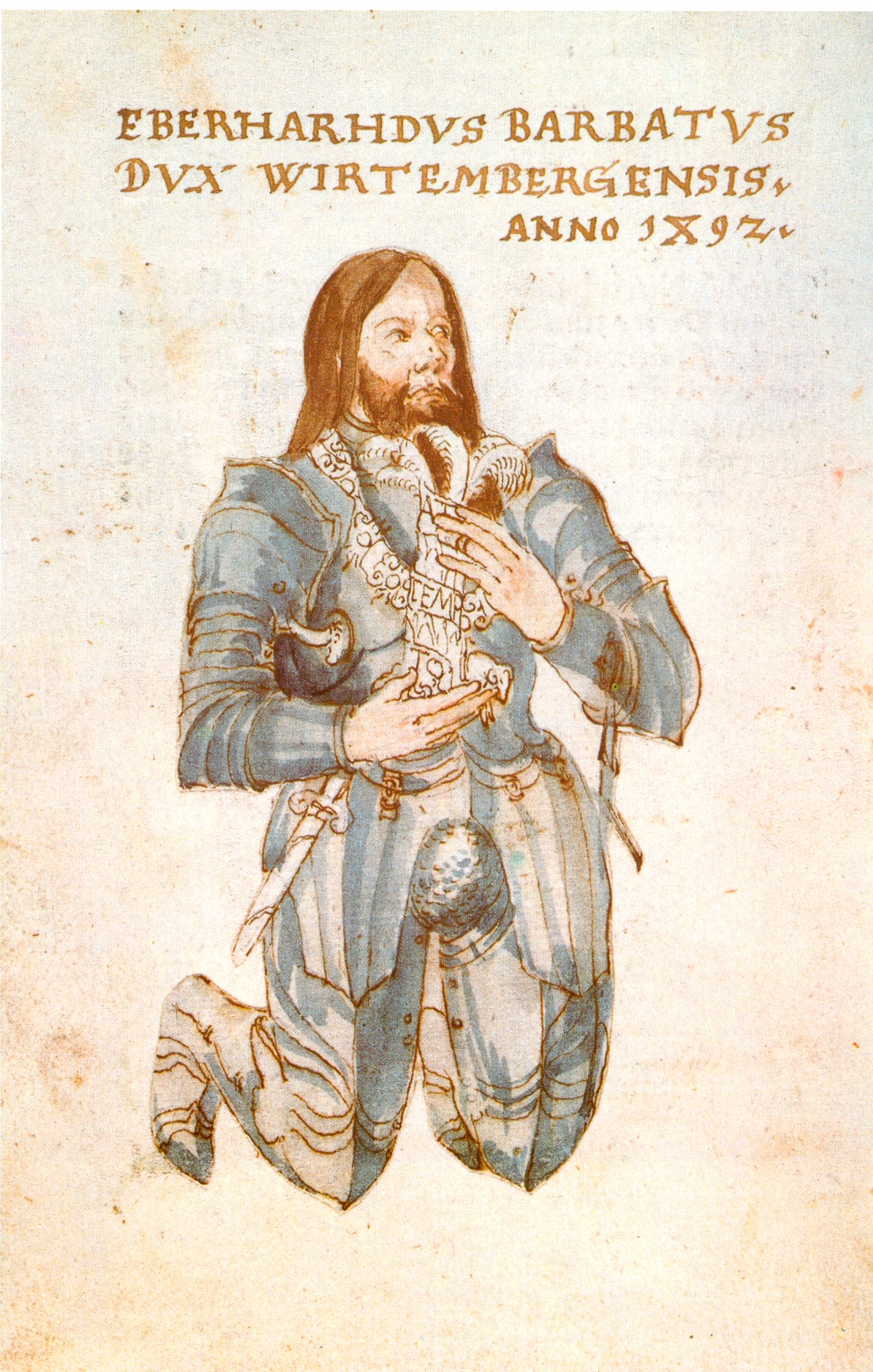
Eberhard I.

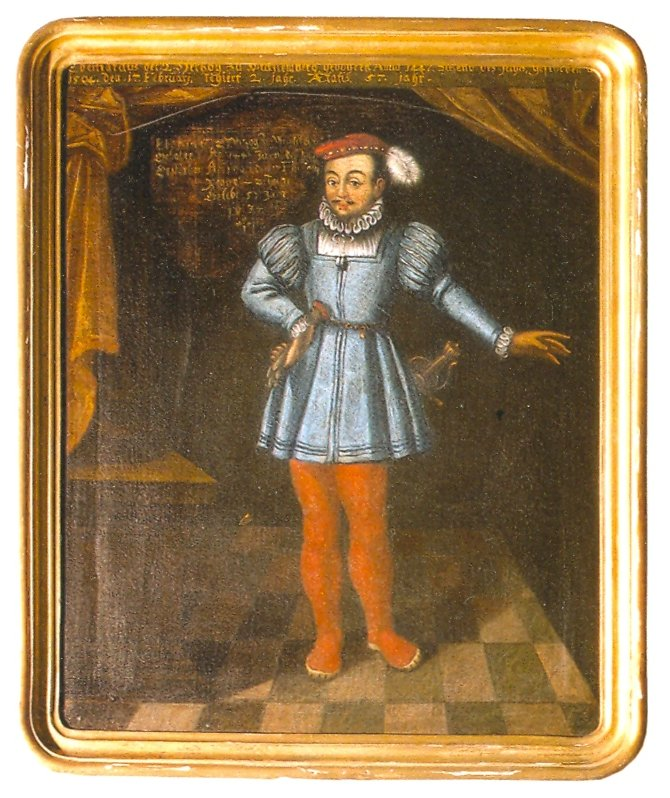
Eberhard II.

### Nürtinger Vertrag
Durch den Nürtinger Vertrag wurde am 25. Januar 1442 zwischen den beiden württembergischen Grafen Ludwig I. und seinem Bruder Ulrich V. „der Vielgeliebte“ (1413–1480), (von 1433 bis 1441 Graf von Württemberg und von 1441 bis 1480 Graf von Württemberg-Stuttgart) vereinbart, Württemberg dauerhaft in zwei Teile zu spalten. Ludwig erhielt den Uracher Teil mit den Städten Balingen, Calw, Herrenberg, Münsingen, Tuttlingen und Tübingen. An Ulrich ging der Stuttgarter Teil mit den Städten Cannstatt, Göppingen, Marbach, Neuffen, Nürtingen, Schorndorf und Waiblingen.
Obwohl Ulrich V. der Lebenswandel und die ungeordnete Lebensweise seines am Hofe Herzog Philipps des Guten von Burgund erzogenen Sohnes Eberhard VI. überhaupt nicht gefielen, übertrug er ihm dennoch 1480 die Regierung des Stuttgarter Teils der Grafschaft Württemberg.

### Münsinger Vertrag
Durch den Münsinger Vertrag vom 14. Dezember 1482 wurde die Teilung des Landes aufgehoben und Württemberg wiedervereinigt. Der im Stuttgarter Landesteil amtierende Graf Eberhard VI. (1447–1504), auch Eberhard der Jüngere genannt, verzichtete dabei zugunsten seines Vetters, des in Urach residierenden Grafen Eberhard V. (im Bart) (1445–1496), des späteren Herzogs Eberhard I., auf seine Regierungsrechte, behielt sich aber ein Mitspracherecht bei Veräußerung von Landesteilen und die Erbfolge vor. Eberhard I. übernahm die Regierung des Landes und verlegte die Residenz nach Stuttgart, der Hauptstadt des anderen Landesteils.

### Frankfurter Entscheid
Eberhard VI. versuchte immer wieder, mit fremder Unterstützung seine verlorenen Rechte zurückzugewinnen. Er klagte seine Not auf dem Frankfurter Reichstag vom 1489 dem deutschen König Maximilian. Der König bemühte sich vergeblich, die Streitigkeiten der beiden Grafen durch einen gütlichen Vergleich zu schlichten. Doch nahmen beide den Vorschlag Maximilians an, ihm und dem kaiserlichen Anwalt die rechtliche Entscheidung zu überlassen. So wurde am 30. Juli 1489 durch den König und den kaiserlichen Anwalt, den Bischof von Eichstätt, eine Entscheidung getroffen und ein Vertrag zwischen den beiden Vettern geschlossen, bei welchem der jüngere Eberhard stark benachteiligt wurde.
Der ältere Eberhard behielt zeit seines Lebens die Regierung beider Landesteile. Falls Eberhard der Ältere vor dem Jüngeren starb, sollte an diesen jedoch nur dessen ehemaliger Landesteil, und nicht wie im Münsinger Vertrag vereinbart das ganze Land, zurückfallen. Außerdem sollte er seinen Landesteil nicht frei zurückerhalten, sondern nur mit lästigen Beschränkungen. Er sollte nichts verpfänden, verkaufen oder verschenken dürfen, außer wenn ein Notfall eintrat und dazu zwölf Räte seiner Landschaft ihre Einwilligung gegeben hätten. Auch sollte er nicht befugt sein, seine Untertanen mit neuen Steuern zu belasten oder unnötige Schulden zu machen.
Allerdings konnte auch Eberhard dem Älteren dieser Frankfurter Entscheid nicht gefallen. War es doch immer sein Bestreben gewesen, sich rühmen zu können, Württemberg wieder zu einem untrennbaren Ganzen vereint zu haben. Er war kränklich und beabsichtigte deshalb, sein Testament zu machen. In diesem wollte er Eitel Heinrich (der bei seiner Firmung 1493 in Ulrich umgetauft wurde), den Sohn seines Vetters (und Bruder Eberhards VI.)  Heinrich von Mömpelgard, zum Erben in seinem Landesteil einsetzen. Allerdings wäre Württemberg dann getrennt geblieben, denn Eberhard VI. hätte dann wieder in seinem ererbten Landesteil regiert.

## Der Vertrag
Graf Eberhard VI. war nicht entgangen, dass sein Vetter den Entschluss gefasst hatte, den jungen Heinrich (Ulrich) zum Erben einzusetzen. Sollte der Münsinger Vertrag Bestand haben, blieb aber eigentlich kein anderer Ausweg, als dass nach dem Tod von Eberhard I. die Regierung des ganzen Landes auf Eberhard VI. übergehen musste. Eberhard VI. wandte sich deshalb an den Kurfürsten Berthold von Mainz und an seinen Schwager, den Markgrafen Friedrich von Brandenburg. Er machte ihnen klar, dass gemäß dem Münsinger Vertrag Württemberg ungetrennt bleiben sollte. Dieser Absicht wäre aber zuwidergehandelt worden, wenn Graf Eberhard I. seinen Landesteil dem jungen Grafen Heinrich (Ulrich) vermacht hätte. Der Kurfürst und der Markgraf sahen die Wichtigkeit dieser Gründe ein. Sie redeten dem älteren Eberhard so lange zu, bis er einwilligte, sein Land nach seinem Tode seinem Vetter zu überlassen. Doch sollte dessen Gewalt durch einen ständischen Regimentsrat (d. h. einen Landhofmeister und zwölf Räte) eingeschränkt werden. Kurfürst Berthold, Markgraf Friedrich und die beiden Grafen trafen sich deshalb in Esslingen, um dieses wichtige Geschäft vollends ins Reine zu bringen. Am 2. September 1492 kam ein neuer Vergleich, der Esslinger Vertrag, zustande.
Doch nach dem Tod seines kinderlosen Vetters trat Eberhard VI. 1496 als Eberhard II. unangefochten die Regierung an, ohne den Esslinger Vertrag zu beachten. Verschwendung, Günstlingswirtschaft und die Willkürakte des Herzogs veranlassten die Stände 1498, den von Eberhard nicht eingehaltenen Esslinger Vertrag in Kraft zu setzen. Landhofmeister, Kanzler, Räte, Prälaten, Ritter und Landschaft erließen deshalb am 30. März 1498 zur Abstellung der Missstände eine Regimentsordnung. Eberhard, vielleicht auch aufgeschreckt durch ein Gerücht, dass man ihn zeitlebens einkerkern wolle, floh außer Landes nach Ulm. Sofort wurde ihm die Regierungsgewalt aufgekündigt und der römisch-deutsche König Maximilian I. nahm ihm am 28. Mai 1498 in Reutlingen das Land ab. Da Eberhard keinerlei Unterstützung fand, musste er am 10. Juni 1498 den Horber Schiedsspruch Maximilians I. anerkennen. Er akzeptierte damit gegen eine jährliche Rente von 6000 Gulden seine Absetzung und Landesverweisung. An seiner Stelle regierte ein Ständerat. Dieser Zustand endete erst, als mit seiner vorzeitigen Volljährigkeit im Jahr 1503 sein Neffe Ulrich, der Sohn seines Bruders, als Herzog die Regierungsgewalt übernahm.